# Würzburger Bergbund-Hütte
Die Würzburger Bergbund-Hütte ist eine Schutzhütte der Sektion Bergbund Würzburg des Deutschen Alpenvereins. Sie liegt in der Bayerischen Rhön auf einer Höhe von 835 m ü. NHN am Südosthang des Himmeldunkbergs.

## Geschichte
Im Herbst 1957 kaufte die am 23. Juli 1948 gegründete Sektion „Bergbund Würzburg“ des Deutschen Alpenvereins das Grundstück und tätigte ein halbes Jahr später den ersten Spatenstich für die Schutzhütte. Mit hohem Aufwand wurde die Hütte errichtet, wobei nach Möglichkeit Baumaterial der nahen Umgegend verwendet wurde. So ist das Fundament aus Basaltfindlingen zusammengesetzt.
Im Juli 1959 wurde die Hütte eingeweiht. Seitdem wurde sie mehrmals verbessert und erweitert. Ab 1961 wurde sie massiv ummauert und in den Folgejahren der Innenausbau in Angriff genommen, bessere Fenster und eine Treppe eingebaut sowie eine Wasserinstallation und bessere Kochgelegenheiten.
1974 wurden anliegende Grundstücke und Wiesen sowie Wald dazugekauft. Die Quelle wurde saniert, das Haus wärmegedämmt, eine Photovoltaikanlage eingebaut. Ab 2005 erneute Erweiterung. Bis heute wird die Bergbund-Hütte stetig modernisiert, ohne ihren Charakter einer einfachen Berghütte aufzugeben.

## Tourismus
Die Hütte ist nur zu Fuß erreichbar, die kürzesten Anmärsche dauern 30 bis 45 Minuten. Sie bietet 45 Schlafstellen (Matratzenlager), einen Gemeinschaftssaal und eine Gemeinschaftsküche für Selbstversorger. Getränke werden am Haus angeboten.

## Zugänge
- vom Parkplatz Schwedenwall, leicht ansteigend, ca. 30 Minuten
- direkt von Oberweißenbrunn, steiler Anstieg, ca. 45 Minuten

## Galerie

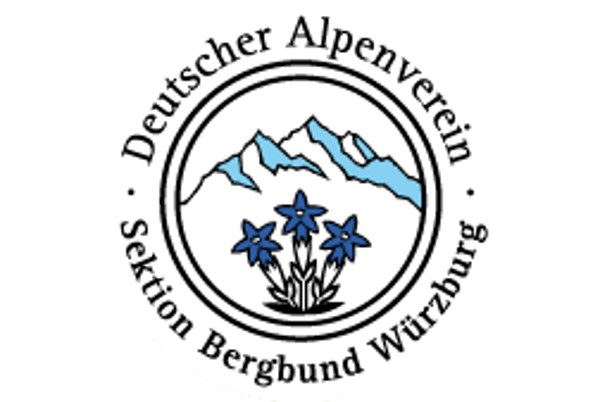
Logo Sektion Bergbund Würzburg
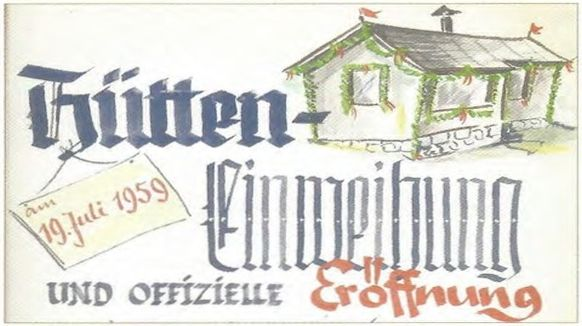
Plakat zur Einweihung 1959
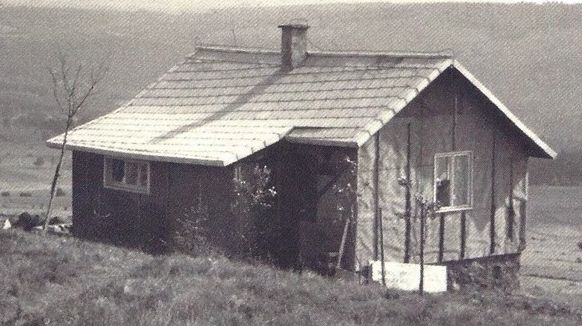
Würzburger Bergbund-Hütte 1959
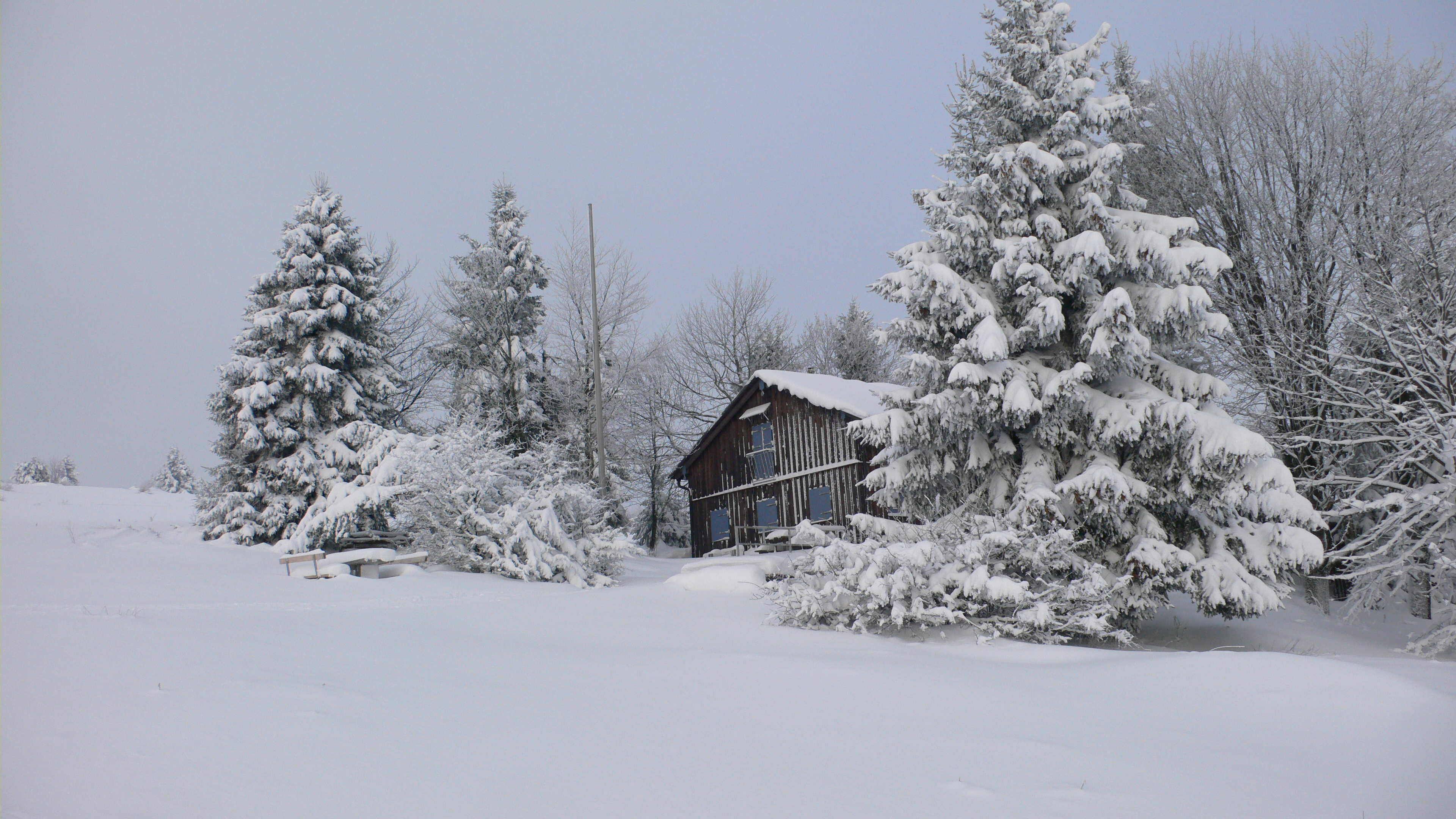
Die Hütte im Winter